# 吉田康俊
吉田 康俊（よしだ やすとし、永禄8年（1565年） ‐ 寛永11年（1634年）3月29日）は、安土桃山時代から江戸時代初期にかけての武将。長宗我部氏の家臣。通称、孫左衛門。のち右近。重年とも。
土佐国の国人である土佐吉田氏は、藤原北家秀郷流の末裔を称する山内首藤氏の支流。山内首藤俊通の子・俊宗が足利尊氏に従い、功を上げ土佐に所領を得たことを始まりとする。

## 生涯

### 長宗我部の名臣
土佐の大名・長宗我部元親の重臣・吉田孝俊の子として誕生。母は鶏冠木大膳大夫の娘。
曾祖父は土佐平定・四国進出で活躍した吉田重俊、祖父は安芸氏・本山氏攻めで功名のある吉田重康。
天正7年（1579年）に阿波の重清城・岩倉城攻めで初陣を果たす。小松島の戦いでは敵に腕を斬られながらも、同輩・桑名親勝の危機を救っている。
同10年（1582年）の中富川の戦いで戦功があったが、父・孝俊が戦死、家督・居城の甲浦城を継いだ。
年代不明だが、安芸郡惣軍代に就任。
同13年（1585年）の豊臣秀吉による四国攻めでは徳島城守将をつとめた。
主家の豊臣家従属後の同14年（1586年）九州征伐に従軍、長宗我部家後継・信親が討ち死にし、動揺する元親を護衛して無事に土佐へ帰還させた。
長宗我部家の後嗣問題では、長宗我部盛親反対派の吉良親実と親しくしていたため、甲浦城を召しはなされ蟄居処分となる。
その後小田原征伐・朝鮮出兵に従い、晋州の戦いで戦功を挙げた。
慶長4年（1599年）5月19日に元親が死去すると、子の盛親に仕える。

### 御家再興への道
同5年（1600年）関ヶ原の戦いで撤退する盛親を守って帰国し、徳川家康への謝罪のために上坂する盛親に付き従った。
長宗我部家改易の後、山内一豊に仕えたが、浦戸一揆の大将だったという讒言があり、康俊は陳謝の末、死罪だけは免れ土佐を立ち退き大和に隠棲する。
19年（1614年）大坂の陣が始まると大坂城に入り、京に蟄居していた盛親に合流する。この際に通称を孫左衛門から右近に改めた。
長宗我部勢は12月4日に真田丸の戦いが始まると、城内の火薬庫が爆発した事故を南条元忠の寝返りの合図と勘違いして押し寄せてきた井伊直孝隊・松平忠直隊に応戦し、損害を与えて退却させた。従兄弟の政重の奮戦は有名である。
20年（1615年）5月6日の未明、八尾・若江の戦いで藤堂高虎勢と激突、互いに大損害を出す。先方の吉田重親ら多数が戦死する。
落城後の5月15日に盛親が京都の六条河原で斬首。
康俊は松平忠明に仕えて姫路に住み、寛永11年（1634年）に死亡した。84歳だったという。
長宗我部家の主要な戦いにはすべて参加したという。

## 逸話
・四国攻めの際、香宗我部親泰は海部城におり、渭山城の吉田康俊に「敵は強く味方を分散してはよくない。海部城でともに軍議をするために早く来てください」という使いを出した。しかしその後木津城が簡単に落とされると、香宗我部勢は慌てて海部城から引いた。それを知らない康俊は渭山城から引き上げ、海部城へ向かったがそこには既に誰もいない。ここで康俊は「親泰め逃げおったな」と怒り、城中を歩きまわって捨て置いてあった鎧や太刀、旗などを見つける。それを回収したのちに土佐へ戻ったという話（『土佐物語』）。
・『土佐物語』によると、康俊の母は吉良親実の母と姉妹のため従弟であり、親しかったため、連座して死罪となった。それを弁明し死罪ではなくなったものの疑いは晴れず、甲浦城をうしなうこととなった。また『長宗我部盛親』では、津野親忠の脱国を企てたという罪ということになっている。
・『土佐物語』・『長宗我部盛親』によると、関ヶ原の戦いにて、康俊は弓兵を引き連れ、南宮山から動けない本隊の代わりに前線へ偵察に向かっている。その後西軍が負けていることを知り、急いで報せに戻った。また島津惟新斎から朱鞘の刀を差した使者が来訪し、合戦で負けたため急ぎ立ち退くよう伝えたという話が残っているという。
・上坂した際、討手がくるという噂が流れほとんどの郎党は逃げ出したが、吉田孫左衛門、江村孫左衛門、黒岩掃部、立石助兵衛、中内惣右衛門、豊永惣右衛門、横山新兵衛ら七人は残っていた（『南路志』）。
・六男三女をもうけたという。